# Альгуасиль, Иманоль
Иманоль Альгуасиль Барренечеа (исп. Imanol Alguacil Barrenetxea; род. 4 июля 1971, Орио, Страна Басков), известный также как просто Иманоль, — испанский футболист, игравший на позиции правого защитника; тренер.

## Клубная карьера
Иманоль родился в Орио и является воспитанником клуба «Реал Сосьедад». С 1989 года на протяжении двух сезонов выступал за резервную команду клуба в Сегунде B. 29 сентября 1990 года Иманоль дебютировал за «Реал Сосьедад» в чемпионате Испании, отыграв все 90 минут в матче против клуба «Реал Овьедо» (1:2). Летом 1991 года он получил продвижение в основную команду, после чего регулярно выходил на поле в следующих сезонах.
Иманоль забил свой первый профессиональный гол в карьере 20 сентября 1992 года, став автором первого гола своей команды против «Альбасете» (2:1). В последние годы своего пребывания в клубе выходил на поле редко, сыграв за последний сезон всего в четырёх матчах.
В 1998 году Иманоль перешёл в «Вильярреал», однако редко появлялся на поле и по итогам сезона покинул высший дивизион. После возвращения «Вильярреала» в элитный дивизион в 2000 году покинул команду и перешёл в другой клуб Сегунды «Реал Хаэн».
После этого Иманоль возобновил свою карьеру в третьем дивизионе, представляя «Картахену» и «Бургос». В последней команде он и завершил свою карьеру в 2003 году в возрасте 32 лет.

## Тренерская карьера
В 2011 году Альгуасиль начал работать тренером юношеской команды «Реал Сосьедад», после чего также некоторое время был помощником Дэвида Мойеса в первой команде и провёл четыре года в «Реал Сосьедад B».
Весной 2018 года был назначен исполняющим обязанности главного тренера основной команды клуба до конца сезона, сменив уволенного Эусебио Сакристана. Зимой того же года Альгуасиль вернулся к этой роли, поскольку под руководством Асьера Гаритано команда демонстрировала плохие результаты. Он смог исправить положение благодаря серии удачных матчей, в связи с чем ему был предложен полноценный контракт. 3 апреля 2021 года Альгуасиль привёл «Реал Сосьедад» к первому трофею с 1987 года, одержав победу со счётом 1:0 над «Атлетиком Бильбао» в финале Кубка Испании 2020 года (перенесённом из-за пандемии COVID-19). На послематчевой пресс-конференции он отпраздновал завоёванный трофей, надев форму команды и скандировав от радости командную кричалку.

## Достижения

### Тренер
- Кубок Испании: 2019/20[17][19]

### Личные
- Приз Мигеля Муньоса: 2022/23

## Статистика тренера
| Команда            | Начало работы   | Окончание работы | Результаты | Результаты | Результаты | Результаты | Результаты | Результаты | Результаты | Результаты |
| Команда            | Начало работы   | Окончание работы | И          | В          | Н          | П          | МЗ         | МП         | РМ         | % побед    |
| ------------------ | --------------- | ---------------- | ---------- | ---------- | ---------- | ---------- | ---------- | ---------- | ---------- | ---------- |
| Реал Сосьедад B    | 28 ноября 2014  | 19 марта 2018    | 130        | 52         | 40         | 38         | 176        | 146        | +30        | 040,00     |
| Реал Сосьедад      | 19 марта 2018   | 24 мая 2018      | 9          | 5          | 1          | 3          | 15         | 7          | +8         | 055,56     |
| Реал Сосьедад B    | 27 мая 2018     | 26 декабря 2018  | 18         | 6          | 5          | 7          | 23         | 20         | +3         | 033,33     |
| Реал Сосьедад      | 26 декабря 2018 | 30 июня 2025     | 329        | 153        | 82         | 94         | 454        | 343        | +111       | 046,50     |
| Аш-Шабаб (Эр-Рияд) | 4 июля 2025     |                  | 0          | 0          | 0          | 0          | 0          | 0          | +0         | —          |
| Всего              | Всего           | Всего            | 486        | 216        | 128        | 142        | 668        | 516        | +152       | 044,44     |